# Église Saint-Georges de Bežanija
Pour les articles homonymes, voir Église Saint-Georges.
L'église Saint-Georges de Bežanija (en serbe cyrillique : Црква Св. Георгија у Бежанији ; en serbe latin : Crkva Sv. Georgija u Bežaniji) est une église orthodoxe située à Belgrade, la capitale de la Serbie, dans la municipalité urbaine de Novi Beograd et dans le quartier de Bežanija. Construite en 1878, elle est inscrite sur la liste des biens culturels de la ville de Belgrade.

## Présentation
L'église Saint-Georges, située 70 rue Vojvodjanska, a été construite en 1878 ; elle est constituée d'une nef unique, d'une abside demi-circulaire à l'est et d'un narthex doté d'un chœur et surmonté d'un clocher de trois étages à l'ouest. L'architecture de l'édifice est composite : elle mêle des éléments néoclasiques, baroques et néoromantiques, dans la lignée de l'éclectisme dominant en Europe à cette époque.
L'intérieur de l'église est divisé en quatre parties à l'aide d'arches et de pilastres, division visible dans la partition de la façade principale.
L'église a connu un important remaniement en 1938, avec une nouvelle iconostase et de nouvelles fresques dues au peintre Andrej Bicenko. L'iconostase originale, les portes et les icônes de l'autel ont été installées dans l'église du village de Kupinovo ; l'église de Bežanija conserve néanmoins quelques icônes de l'ancienne iconostase.